# Pellenes tripunctatus
Pellenes tripunctatus là một loài nhện trong họ Salticidae. Chúng phân bố ở miền Cổ bắc, bao gồm Bỉ và ở Hà Lan. Đây là loài điển hình của chi Pellenes.